# Legend of Lady Blue
Legend of Lady Blue ist ein amerikanischer Pornofilm von 1978 aus der Periode des Porno Chic.

## Handlung
Zur Zeit des Vietnamkriegs geht das Pärchen Iris und Casey aus einer Kleinstadt in South Dakota unterschiedliche Wege. Iris träumt vom Ruhm in Hollywood, während Casey sich für das Marine Corps einschreibt. Am letzten Tag vor seiner Abreise entjungfert Casey seine Freundin in einer Outdoor-Szene. Während sie versuchen, per Brief in Kontakt zu bleiben, verändert das Leben ihr Dasein. Casey lässt sich in einem Bordell in Vietnam nieder. Er und sein Freund Shelby aus der Heimatstadt haben nur Augen für ein trauriges Mädchen, deren Stimmbänder beschädigt sind. Währenddessen ist Iris der lesbischen Hollywood-Agentin Gloria Leonard verfallen, die Iris verführt. Durch all dies verliert das Pärchen den Kontakt zueinander, bis sie sich beide zufällig auf dem Hollywood Boulevard wieder treffen, als Casey, nun ein Taxifahrer, ein Straßenmädchen mitnimmt, die sich als seine ehemalige Jugendliebe herausstellt.

## Auszeichnungen
- Adult Film Association of America Award 1978: Bester Film
- Adult Film Association of America Award 1978: Bestes Drehbuch